# Bari (peuple d'Afrique)
Pour les articles homonymes, voir Bari (homonymie).
Les Bari sont une population d'Afrique de l'Est et du Centre, vivant principalement à l'est du Soudan du Sud, dans la vallée du Nil, mais également en Ouganda et en République démocratique du Congo.
Dans le sud du Soudan, ils ont été victimes de la guerre civile, qui a duré 21 ans.[réf. nécessaire]

## Ethnonymie
Selon les sources et le contexte, on rencontre plusieurs variantes, telles que : Bai, Baris, Béri ou Pari.

## Langue
La plupart des Bari parlent le bari, une langue nilotique. Le nombre total de locuteurs a été estimé à 480 000, dont 420 000 au Soudan (2000) et 60 000 en Ouganda.

## Culture
La population bari est relativement sédentaire. Leur habitat est dispersé et ils pratiquent surtout l'agriculture, l'élevage du bétail et la chasse. Ils vivent au sein d'une société tribale et patrilinéaire qui compte environ 150 clans. L'exercice de l'autorité n'est pas centralisé. Il appartient à un petit groupe d'hommes (matat).
La majorité des Bari sont attachés aux religions traditionnelles. Ils pratiquent le culte des ancêtres et font des sacrifices aux « esprits des morts ». Les rites d'initiation restent vivaces et concernent à la fois les hommes et les femmes. On y pratique notamment l'extraction des incisives inférieures et les scarifications.

## Iconographie
Les Bari ont été photographiés notamment au XIXe siècle par l'explorateur autrichien Richard Buchta (1845-1894) et par le Tchèque Richard Štorch (1877–1927).

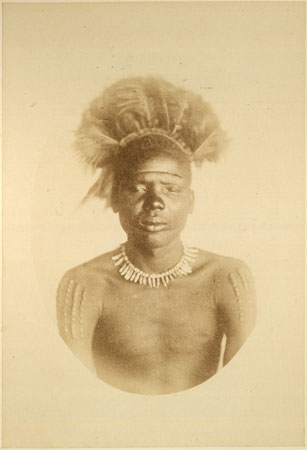
Coiffure masculine (Richard Buchta)
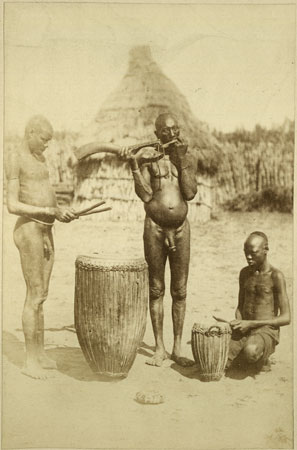
Groupe de musiciens (Richard Buchta)
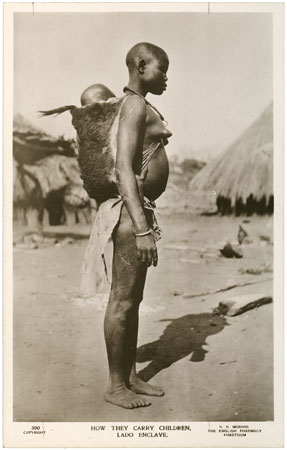
Une mère et son bébé (Richard Štorch)
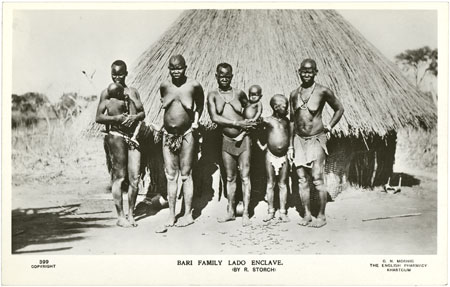
Portrait de famille (Richard Štorch)